# Eddie Brigati

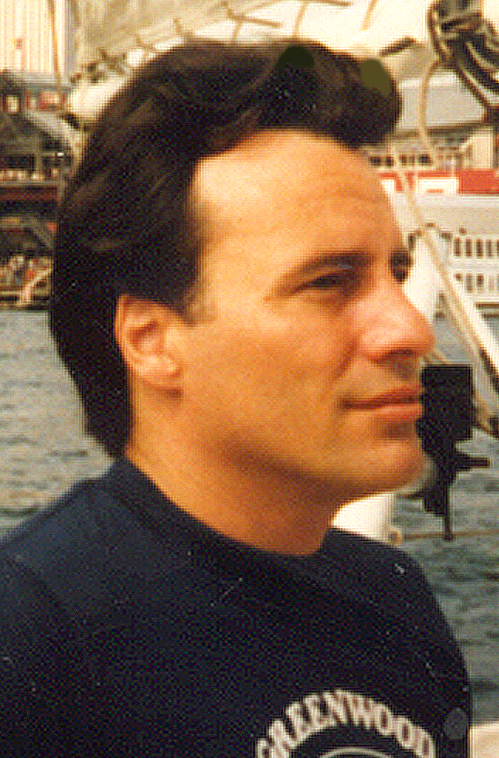
Eddie Brigati 1984

Eddie Brigati, född 22 oktober 1945 i Garfield, New Jersey, är en amerikansk sångare och låtskrivare. Brigati var medlem av den amerikanska musikgruppen The Rascals under åren 1964-1970. Tillsammans med Felix Cavaliere skrev han flera hitlåtar för gruppen så som "Groovin', "How Can I Be Sure" och "People Got to Be Free". Brigati var innan medlemskapet i The Rascals med i gruppen Joey Dee & the Starliters.
Som medlem av The Rascals är han sedan 1997 invald i Rock and Roll Hall of Fame.